# Joakim Frenzel
Paul Joakim Frenzel, född 7 april 1897 i Tyskland, död 6 april 1958 i Sverige, var en tysk-svensk fotograf.
Joakim Frenzel var fotograf i ett tyskt spaningsflygplan i första världskriget. Han skadades och kom för konvalecens till Tidaholms bruk. Han stannade i Sverige och arbetade som filmfotograf, bland annat med reklamfilm.
Joakim Frenzel producerade och fotograferade 1922 amatörskådespelet Torpar-Britta i Tidaholm som stumfilm.

## Verk i urval
- Hembygdsfesten i Hyltebruk 1925, 1925, stumfilm, 6 minuter[4]
- Amatörskådespelet Torpar-Britta i Tidaholm, 1922 [3]